# John Njoroge
John Daniel Njoroge Muya (5 november 1984–18 oktober 2014) was een Keniaans wielrenner.
Hij deed mee aan de Gemenebestspelen van 2014, maar reed de wegrit niet uit.

## Dood
Op 18 oktober 2014, tijdens de derde etappe van de Ronde van Matabungkay, botste Njoroge tijdens een afdaling op een auto die signalen van marshals had genegeerd en stapvoets bergop reed. In de ambulance op weg naar een ziekenhuis overleed hij. Njoroge reed op dat moment in de leiderstrui van de ronde, nadat hij de eerste etappe had gewonnen.

## Overwinningen
2014
1e etappe Ronde van Matabungkay